# Technosaurus
Technosaurus (betekent 'Tech hagedis', naar de Texas Tech University) is een geslacht van uitgestorven silesauride dinosauriformen uit de Cooper Canyon-formatie (Dockum Group) uit het Laat-Trias van Texas.
Ongeveer twintig jaar lang na de beschrijving ervan werd gedacht dat het een basale ornithischische dinosauriër was, maar betere overblijfselen van andere archosauriërs uit het Trias hebben deze interpretatie in twijfel getrokken. Zoals benoemd, was het een chimaera van verschillende dieren. 

## Beschrijving en geschiedenis
Technosaurus is gebaseerd op TTUP P9021, dat aanvankelijk bestond uit een premaxilla (punt van de bovenkaak), twee onderkaakstukken, een ruggenwervel en een sprongbeen. Technosaurus en zijn typesoort Technosaurus smalli werden in 1984 benoemd door Sankar Chatterjee. Hij beschreef het als een fabrosauride, een clade van kleine vroege Ornithischia die nu worden beschouwd als een kunstmatige groepering. Materiaal van de steengroeve waar P9021 werd gevonden, lag niet in verband en was afkomstig van een verscheidenheid aan dieren uit het Laat-Trias, wat problematisch zou blijken.
Het geslacht werd in 1991 beoordeeld door Paul Sereno, die de premaxilla en een fragment van de voorkant van de onderkaak interpreteerde als behorend tot een pas geboren prosauropode, en ontdekte dat de wervel niet gedetermineerd kon worden en het sprongbeen een niet-identificeerbaar fragment was. Daarom beperkte hij de overblijfselen die als Technosaurus moesten worden beschouwd tot het tweede stuk van de onderkaak, een achterste fragment. Het werd verder beoordeeld in het licht van nieuwe overblijfselen die aanleiding gaven tot herevaluatie van vermeende Trias-dinosauriërs, met name Ornithischia benoemd op basis van tand- of kaakmateriaal. Irmis et al. (2007) waren het eens met het verwijderen van de wervel en sprongbeen uit het holotype, maar vonden geen kenmerken die ondubbelzinnig dinosaurisch waren in de schedelfragmenten. Ze merkten overeenkomsten op met Silesaurus in de kaakfragmenten die Sereno had uitgesloten, en sloten zelf het achterste fragment uit, als in feite behorend tot de ongebruikelijke rauisuchier Shuvosaurus. Deze auteurs zouden later hun zaak herformuleren en concluderen dat Technosaurus, alleen gedefinieerd door de premaxilla en een onderkaakfragment dat niet behoorde tot Shuvosaurus, een geldig diagnostisch geslacht was, maar niet definitief kon worden geclassificeerd buiten Archosauriformes incertae sedis en het was onwaarschijnlijk dat het een ornithischische of sauropodomorfe dinosauriër betrof.